# João Henrique Böhn
João Henrique Böhn, Barão de Böhn (em alemão:  Johann Heinrich Böhn; Bremen, 20 de junho de 1708 — Rio de Janeiro, 22 de dezembro de 1783) foi um militar e nobre alemão, nasceu na cidade alemã de Bremen em 1708 e faleceu no Rio de Janeiro em 1783. É conhecido no Brasil pela sua participação na Guerra Hispano-Portuguesa de 1776 à 1777, na qual obteve a recuperação do Rio Grande do Sul, até então ocupado pelos espanhóis.

## Biografia
Böhn nasceu na cidade de Bremen, a 20 de Junho de 1708, cidade em que governou militarmente a serviço da Inglaterra, em 1764, como coronel e barão. Participou da Guerra dos Sete Anos (1756-1763) junto com seu mestre, o Conde de Lippe.
Em 1762 o Conde de Lippe foi contratado por Portugal, na missão de reorganizar o exército português, e trouxe consigo o coronel Henrique Böhn, como seu ajudante-geral. O Conde de Lippe, ao indicar Böhn para o serviço em Portugal, o descreveu como: "energético, valente e disciplinador". Terminada a guerra, Böhn ainda permaneceria em Portugal como assessor militar do Marquês de Pombal (primeiro ministro de Portugal). Seu contrato com o governo português lhe concedeu a patente de marechal de campo e o tratamento honorário de conde.

### Serviço no Brasil
Em 1767 Böhn foi enviado ao Brasil para reorganizar as tropas brasileiras, conforme o Conde de Lippe já havia feito com o exército português. Chegou ao Rio de Janeiro, em 5 de outubro de 1767, acompanhado de sua esposa Agnes Judith Sibilly von Dinklage, que viria a falecer nessa mesma cidade por volta de 1775. Veio investido das funções que exerceu até morrer: Inspetor Geral, comandante e administrador de todas as tropas de infantaria, cavalaria e artilharia do Brasil, tendo como superior imediato o Vice-Rei, desde que este não contrariasse instruções que recebera de Portugal.
Integravam a comitiva de Böhn três regimentos de Infantaria vindos de Moura, Bragança e Estremoz e cerca de 70 oficiais já familiarizados com a doutrina militar do Conde Lippe, composta de 13 regulamentos. Sua missão era uniformizar e unificar o Exército Colonial do Brasil e subordiná-lo a um Comando Geral Superior. Até então o Exército Colonial do Brasil não possuía uma Doutrina Militar padrão. Cada tropa seguia as indicações, caprichos e conhecimentos de cada comandante, além das diferenças de cada Capitania. Dentre os planos de Böhn estava a recuperação do Rio Grande do Sul e a fortificação das bases militares terrestres e navais do Rio de Janeiro e da Ilha de Santa Catarina. Com a ajuda dos engenheiros militares Marechal Jaques Funk, Coronel José Custódio Faria e Capitão Francisco Róscio o Rio tornou-se uma das cidades mais bem protegida do mundo.
Em 1774 Böhn partiu para o Rio Grande comandando o Exército do Sul, com a missão de, a partir de bases em São José do Norte, Porto Alegre e Rio Pardo, expulsar os espanhóis do Rio Grande do Sul, que já dominavam metade de seu território há 13 anos, com suas bases nas localidades de Rio Grande, Santa Tecla (próximo a Bagé), e São Martinho (próximo da atual Santa Maria). A missão de retomada do Rio Grande do Sul acabou resultando na Guerra Hispano-Portuguesa de 1776-1777 e teve como resultado a retomada do Rio Grande do Sul pelos portugueses e a conquista da Colônia do Sacramento pelos espanhóis. Sobre as ações militares no Sul do Brasil, Böhn escreveu um livro em francês intitulado "Memórias Relativas à Expedição do Rio Grande da qual fui encarregado pelo rei D. José I, de 1774 ao final em 1779, contendo cartas que escrevi ao Marquês do Lavradio, Vice-Rei do Brasil".
Retornando do Rio Grande, Böhn viveu quatro anos no Rio de Janeiro. No dia 17 de Julho de 1782, aos 74 anos de idade, sofreu um acidente quando o seu cavalo tombou durante um exercício de equitação. Em consequência, o velho general sofreu ferimentos graves, mas conseguiu sobreviver por mais um ano e, por esta graça converteu-se ao catolicismo, oito dias depois. O fato teve grande repercussão no Rio de Janeiro, em todas as classes sociais. Foram celebrados diversos Te Deum em várias igrejas. A Irmandade dos Militares mandou celebrar missa, em ação de graças, muito concorrida, que contou com a presença do Vice-Rei e do Bispo do Rio Janeiro. Böhn faleceu a 22 de Dezembro de 1783, sendo sepultado no Convento de Santo Antônio, ligado às tradições militares do Rio de Janeiro.